# Blaník (Má vlast)

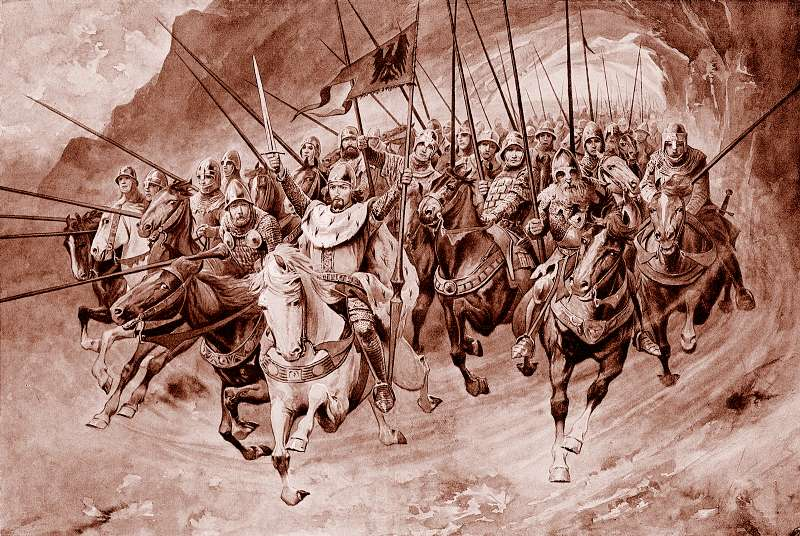
Svatý Václav vyjíždí v čele blanických rytířů z hory (Ilustrace Věnceslava Černého ke Starým pověstem českým Aloise Jiráska, 1898)

Blaník je symfonická báseň z šestidílného cyklu Má vlast, která bývá hrávána jakožto poslední. Jejím autorem je Bedřich Smetana. Smetana skladbu dokončil 9. března 1879 a premiéru měla 4. ledna 1880 společně s Táborem, na který bezprostředně navazuje. Skladba Blaník byla pojmenována po středočeské hoře Blaník, v níž podle staročeské pověsti spí české vojsko v čele se Svatým Václavem.
Sám autor o této skladbě napsal:
„Jest pokračování předešlé skladby Tábor. Po přemožení reků husitských skryli se tito v Blaníku a čekají v těžkém spánku na okamžik, kde vlasti mají přijíti na pomoc. Tedy ty samé motivy jako v Táboře slouží v Blaníku za podklad stavby: 'Kdo jste boží bojovníci'. Na podkladě této melodie (tohoto husitského principu) se vyvine vzkříšení národa českého, budoucí štěstí a sláva! kterým vítězným hymnusem, v podobě pochodu, skončí skladba a tak celá řada symf. básní „Má vlasť“. Co malé intermezzo zazní v této skladbě též kratinká idyla: kresba polohy Blaníku, malý pastucha si huláká a hraje a ozvěna mu odpovídá.“